# Бій за конвой «Таріго»
Бій за конвой «Таріго» (англ. Battle of the Tarigo Convoy, італ. Battaglia del convoglio Tarigo) — морський бій між есмінцями Королівського військово-морського флоту Великої Британії та кораблями Італійського флоту, що відбувся вранці 16 квітня 1941 року в Середземному морі поблизу островів Керкенна під час війни на Середземномор'ї.

## Передумови
Після розгрому італійських військ у Північній Африці на початку 1941 року Італія змушена була просити Німеччину про військову допомогу. Протягом лютого-квітня в Африку був перекинутий Африканський корпус під командуванням генерала Роммеля. Доставка військ та спорядження пройшла практично без втрат, причому основним противником італійського флоту була погода та зимові шторми: британський флот в Александрії не мав достатньо сил, щоб протидіяти італійцям.
1 квітня італійсько-німецькі війська розпочали наступ на британців. Інтенсивні бойові дії вимагали постійного постачання живої сили, боєприпасів та палива. Лондон вимагав від адмірала Каннінгема протидіяти італійським конвоям. Каннінгем відправив на Мальту 4 есмінці «Могаук», «Джервіс», «Джейнес» та «Нубіан» під командуванням капітана 1-го рангу Філіпа Мака (англ. Philip Mack).

## Хід бою
13 квітня 1941 року з Неаполя вийшов черговий конвой німецьких транспортів «Адана», «Арта», «Аегіна», «Ізерон» та італійського транспорту «Сабаудія» під охороною есмінців «Лука Таріго», «Балено» та «Лампо». Командував конвоєм капітан 2-го рангу П'єтро де Крістофаро.
15 квітня британська авіаційна розвідка помітила конвой, і 4 есмінці вийшли з Мальти на його перехоплення. Британська ескадра не була помічена італійською та німецькою авіацією.
16 квітня о 1:59 британці помітили конвой біля острову Керкенна. Британська атака була раптовою. Італійці були атаковані одночасно з моря та повітря. На малих дистанціях кораблі стріляли практично в упор.
О 2:23 есмінець «Нубіан» відкрив вогонь вогонь по «Лука Таріго», влучивши у командний мостик та кормову частину. Незабаром підійшли есмінці «Джервіс» та «Могаук». Перший же залп «Джервіса» влучив у мостик. Капітан де Крістофаро був важко поранений, йому відірвало ногу, але він продовжував керувати боєм, допоки не помер від втрати крові.
На «Балено» першим же залпом були вбиті капітан та всі офіцери. Корабель почав тонути, і ті, хто вцілів, направили його на мілину. Корабель протримався на мілині 2 дні, після чого зненацька перекинувся та затонув.
«Лампо», який був на протилежному фланзі, замість того, щоб спробувати урятуватись, сміливо вирушив назустріч ворогу, стріляючи з усіх гармат. Він встиг випустити торпеди, але через отримані пошкодження почав тонути. Екіпаж посадив есмінець на мілину. Через 4 місяці робіт італійцям вдалось підняти та тимчасово відремонтувати «Лампо». У серпні есмінець відбуксирували в Італію, де його відремонтували остаточно.
Британські есмінці потопили 3 транспорти, але 2 зуміли викинутись на мілину.
О 2:30 «Лука Таріго», що вже тонув, випустив торпеду, яка влучила в «Могаук», кормова частина корабля була відірвана. Британський есмінець зупинився, але продовжував обстрілювати транспортне судно (імовірно «Арту»). Потім «Могаук» зав задній хід, але в цей час у нього влучила друга торпеда.
З 2:47 по 2:59 «Лука Таріго» вів бій з есмінцем «Джейнес». Італійський есмінець був важко пошкоджений, британці вирішили, що з ним покінчено та припинили вогонь. Але о 3:11 італійці випустили ще одну торпеду, яка пройшла поряд з «Джервісом». Капітан Мак наказав добити італійський есмінець. «Джейнес» підійшов на відстань близько 2 км і відкрив вогонь. В середній частині італійського корабля прогрмів вибух і незабаром він затонув. Загинули майже всі члени екіпажу. Вдалось вижити лише 36 морякам.
Британці підібрали екіпаж есмінця «Могаук» та повернулись на базу.
Пошкодження, отримані італійськими кораблями від перших же залпів, не дали змоги повідомити про атаку. Супермарина дізналась про катастрофу лише вранці, коли німецькі літаки помітили пошкоджені кораблі та людей у воді. На їх порятунок були відправлені гідролітаки, 7 есмінців та 2 госпітальні судна з Триполі.
Вдалось врятувати більше 1300 чоловік.

## Наслідки
Раптовість бою біля Керкенни стала результатом недоліків італійсько-німецької авіарозвідки, яка не помітила британських кораблів.
Зі свого боку, бій показав чудову взаємодію британської авіації та флоту. Літаки навели есмінці на конвой, освітили його в потрібний момент та атакували разом із кораблями.
Проте цей бій був фактично єдиним успішним перехопленням італійських конвоїв під час перекидання Африканського корпусу та спорядження для сухопутного наступу.
20-21 квітня Александрійський флот обстріляв Триполі. Британці вважали, що завдали серйозних руйнувань порту, але фактично постачання було припинене лише на 1 день.
Навесні 1942 року італійці провели секретну водолазну операцію до затонулого британського есмінця «Могаук». Вони підняли з корабля сигнальну книгу та статут, проте знайти шифрувальну книгу не вдалось.

## Карта та схема бою
|           |           |
| Карта бою | Схема бою |